# Димівське (Миколаївський район)
Ди́мівське — село в Україні, у Новоодеській міській громаді Миколаївського району Миколаївської області. Населення становить 695 осіб.

## Населення
Згідно з переписом УРСР 1989 року чисельність наявного населення села становила 745 осіб, з яких 361 чоловік та 384 жінки.
За переписом населення України 2001 року в селі мешкали 694 особи.

### Мова
Розподіл населення за рідною мовою за даними перепису 2001 року:
| Мова       | Відсоток |
| ---------- | -------- |
| українська | 92,23 %  |
| російська  | 5,32 %   |
| молдовська | 1,15 %   |
| вірменська | 0,58 %   |
| білоруська | 0,43 %   |
| гагаузька  | 0,29 %   |